# Zeittafel Damaskus

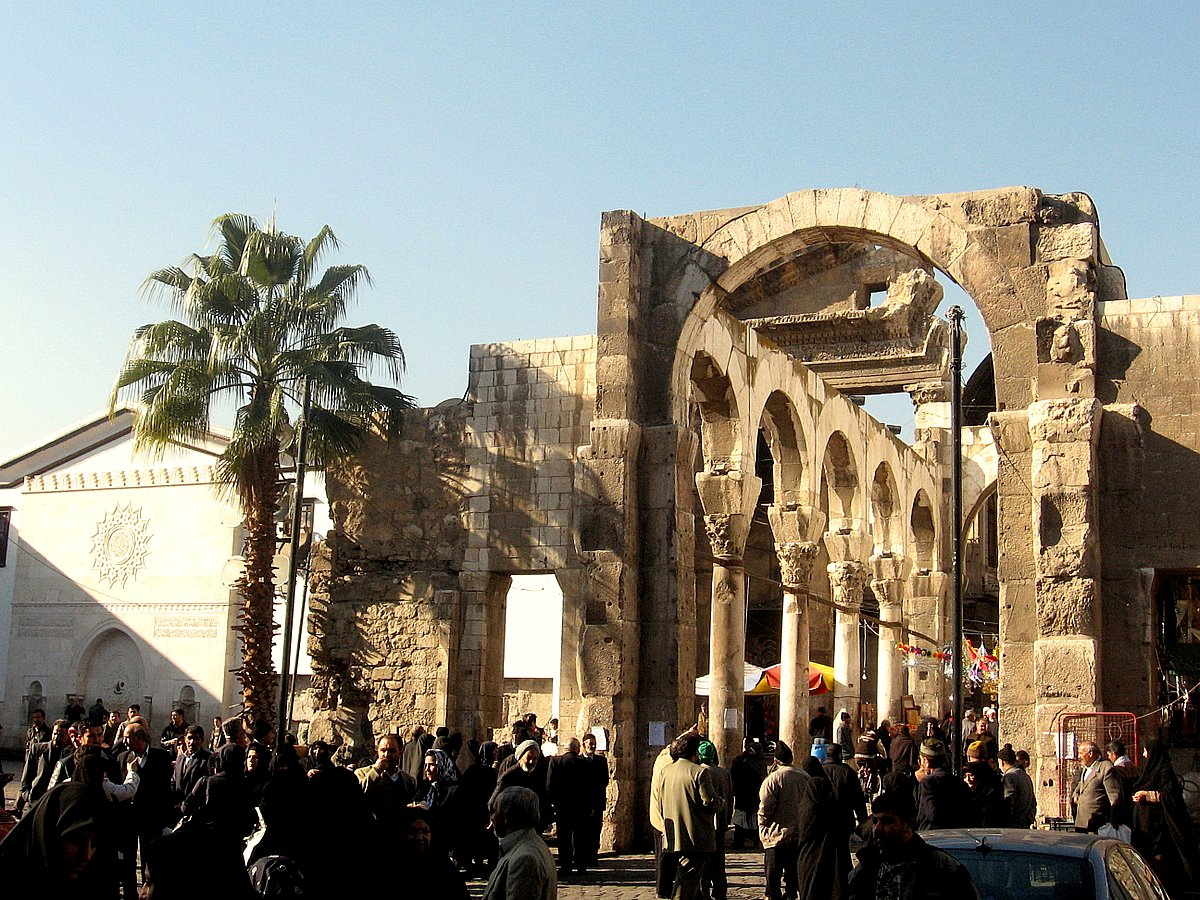
Römischer Jupiter-Tempel in Damaskus

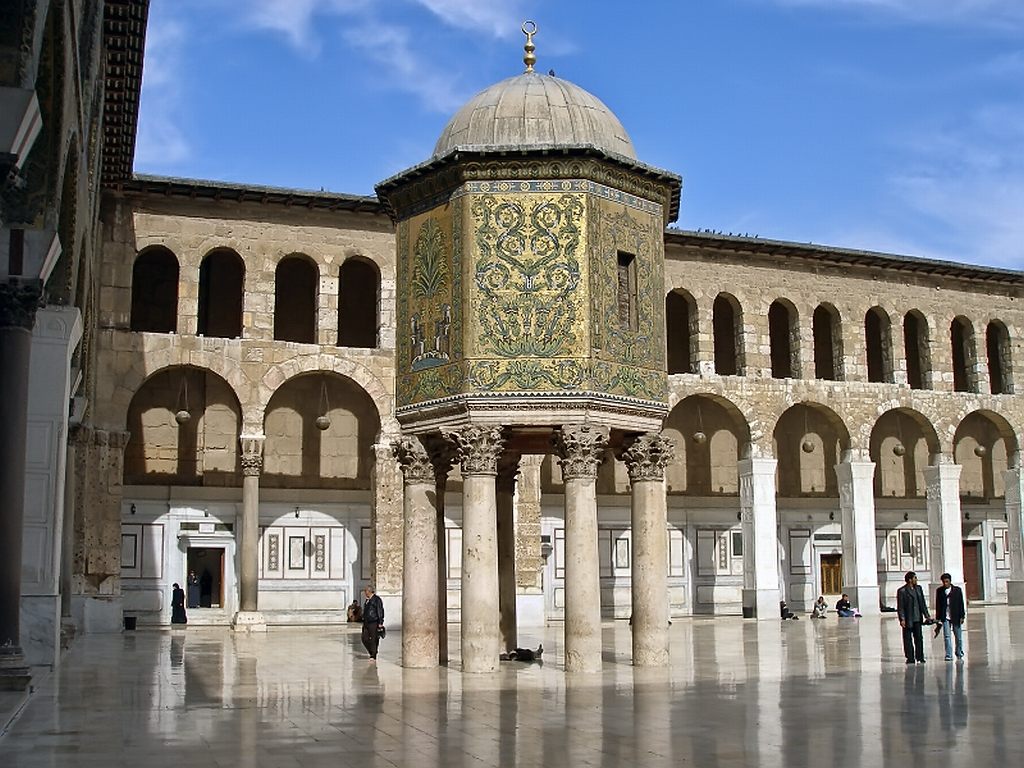
Qubbat al-Chazna

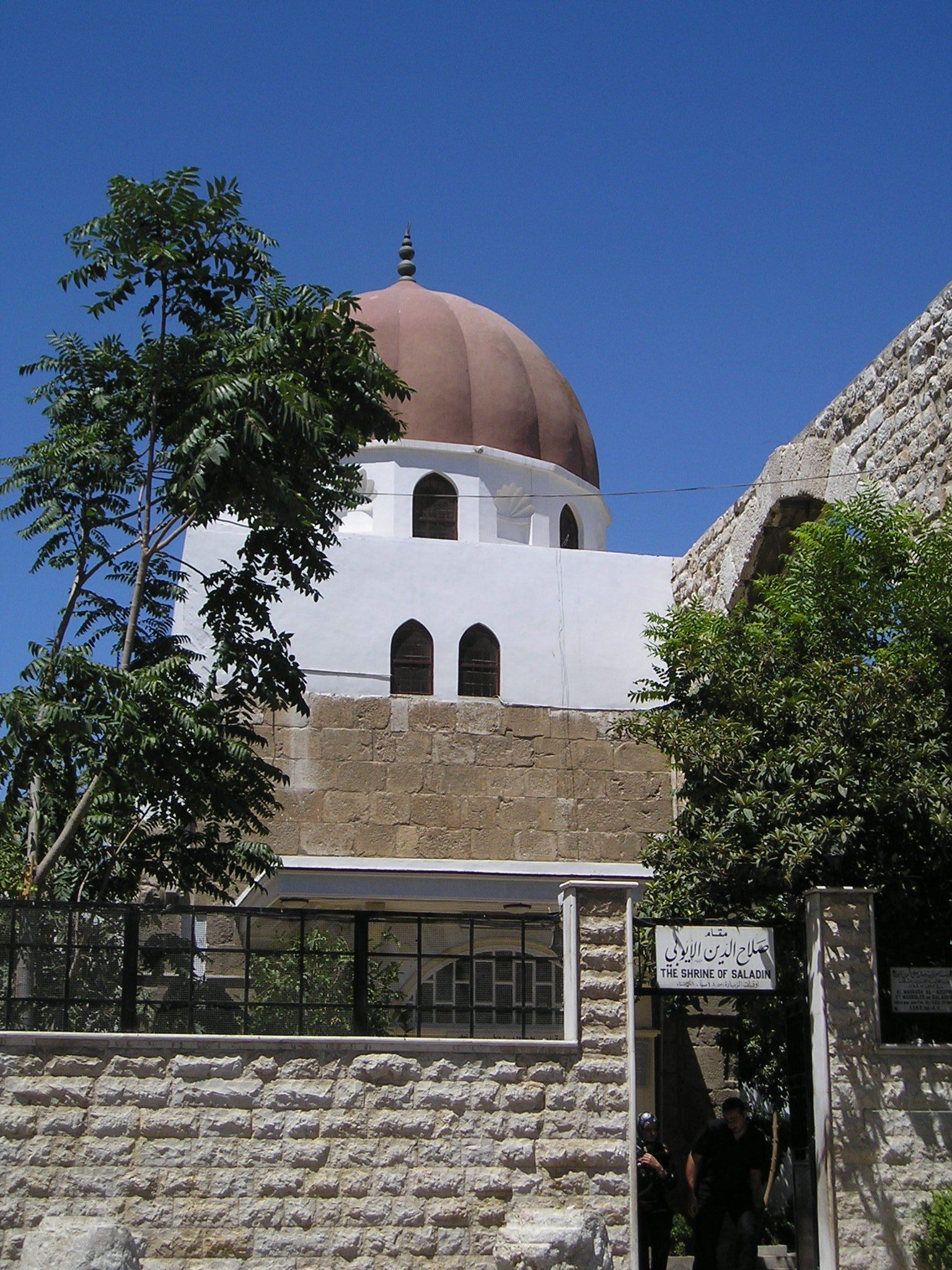
Saladin-Mausoleum

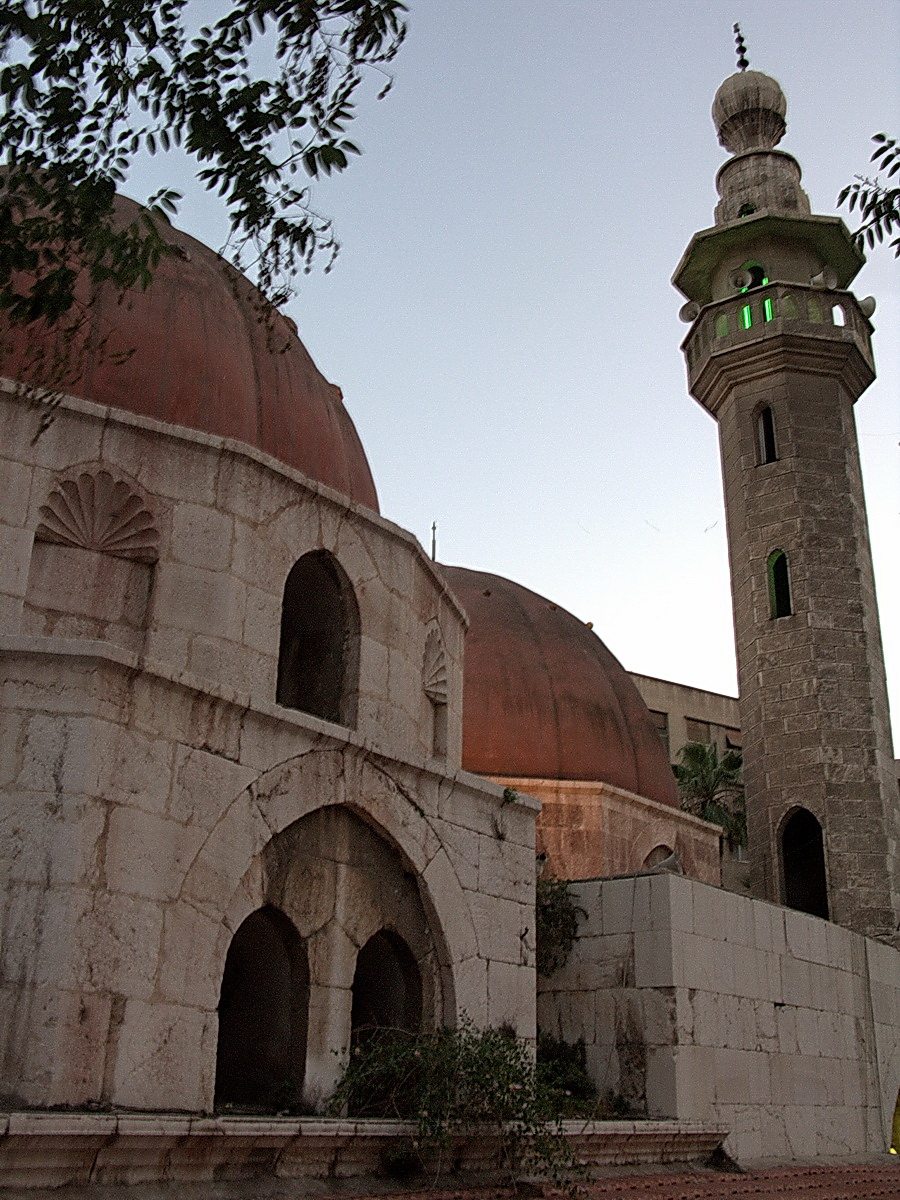
al-Rukniyya-Madrasa

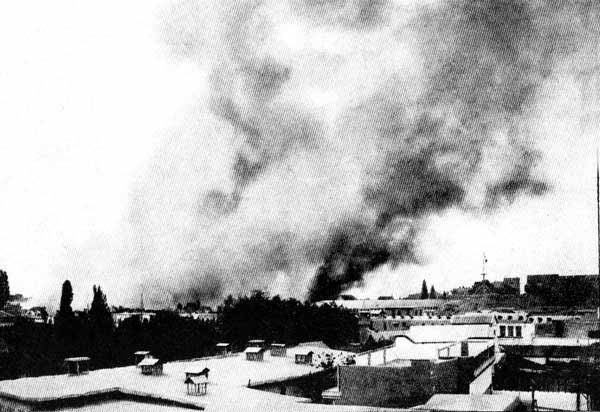
Brände nach französischen Luftangriffen im Oktober 1925

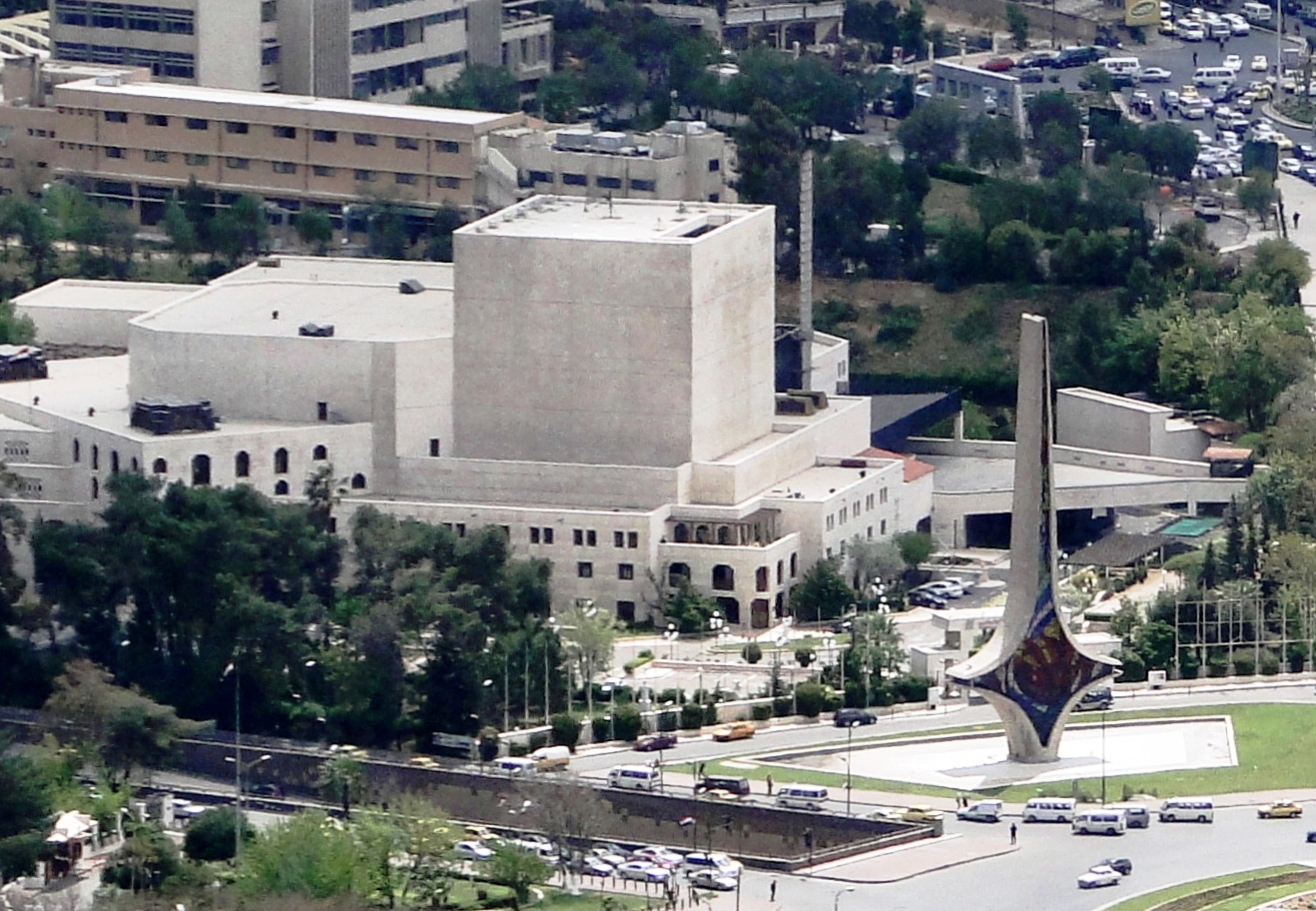
Opernhaus Dar Al-Assad

Diese Zeittafel für die Stadt Damaskus bietet eine Übersicht über bedeutsame Ereignisse in Damaskus (Syrien).

## Chronologie

### Vor der Zeitenwende
- 965 v. Chr. – Aram-Zobah unter Ezron erobert Damaskus
- 732 v. Chr. – Neuassyrisches Reich erobert Damaskus
- 572 v. Chr. – chaldäisches Reich erobert Damaskus
- 538 v. Chr. – erstes Perserreich wird erobert Damaskus
- 333 v. Chr. – Alexander der Große marschiert in Damaskus ein

### 4. Jahrhundert
- 4. Jhd. Der Jupiter-Tempel wird von den Römern erbaut.

### 7. Jahrhundert
- 613 – persische Besetzung während des Byzantinisch-Sasanianischen Krieges von 602–628
- 634 – Arabische Eroberung von Damaskus

### 8. Jahrhundert
- 709–715 – Bau der Großen Moschee (Umayyaden-Moschee)
- 789 – Bau der Qubbat al-Khazna

### 11. Jahrhundert
- 1078 – Bau der Zitadelle von Damaskus

### 12. Jahrhundert
- 1120 – Gründung der al-Aminiyya-Madrasa
- 1142 – Gründung der al-Mujahidiyah-Madrasa
- 1148 – Mausoleum von al-Najmiyya
- 1151 – Gründung der al-Mismariyya-Madrasa
- 1154 – Bau der Nuraddin-Klinik
- 1165 – Bau des Hammam al-Bzouriyya
- 1165 – Mausoleum von al-Najmiyya
- 1169 – Gründung der al-'Umariyya-Madrasa
- 1170 – al-Rayhaniyya-Madrasa
- 1186–1260 – Ayyubiden in Damaskus
- 1196 – Bau des Saladin-Mausoleums

### 13. Jahrhundert
- 1200 – Ibn-al-Muqaddam-Madrasa
- 1204 – Hammam von Usama al-Halabi
- 1210 – Madrasa al-'Umariyya
- 1215 – Gründung der al-Adiliyah-Madrasa
- 1216 – Wiederaufbau der großen Zitadelle von Damaskus
- 1224 – Bau der al-Rukniyah-Madrasa
- 1234 – Bau der Aqsab-Moschee

- 1254 – Gründung der al-Qilijiyah-Madrasa
- 1260 – Mongolen unter Kitbugha erobern Damaskus
- 1277 – Gründung der al-Zahiriyah-Bibliothek

### 15. Jahrhundert
- 1400 – Timur belagert Damaskus.

### 16. Jahrhundert
- 1515 – Bau der al-Sibaiyah-Madrasa
- 1516 – Osmanen unter Selim I. erobern Damaskus von den Mamluken
- 1558 – Gründung der Tekkiye Süleymans
- 1566 . Gründung der al-Salimiyah-Madrasa
- 1574 – Bau des Khan al-Harir

### 17. Jahrhundert
- 1605 – erste Druckmaschine in Damaskus[1]

### 18. Jahrhundert
- 1736 – Bau des Khan Sulayman Pasha
- 1750 – Bau des Azim-Palastes
- 1752 – Bau des Khan As'ad Pasha

### 19. Jahrhundert
- 1885 – Gründung der Bakdash-Eisdiele

### 20. Jahrhundert
- 1918 – (Oktober): Von Emir Faisal I. angeführte arabische Truppen unterstützt von britischen Streitkräften erobern Damaskus, 400 Jahre osmanischer Herrschaft sind beendet.
- 1920 – (Juli): Französische Truppen besetzen Damaskus und zwingen König Faisal zur Flucht ins Ausland.
- 1923 – Gründung der Universität Damaskus
- 1925–1926 – Französische Truppen bombardieren Damaskus.
- 1928 – Gründung des Klubs Al-Wahda (Damaskus)
- 1935 – Bevölkerungszahl 193.912
- 1939 – Eröffnung der Kapelle des Heiligen Paulus
- 1946 – Volkszählung ergibt eine Gesamtbevölkerung von 303.952[2]
- 1947 – Gründungs des Sportvereins al-Dschaisch (‚die Armee‘)
- 1960 – Sendebeginn des syrischen Fernsehens.
- 1961 – (September) Eine Reihe von syrischen Armeeoffizieren die mit der ägyptischen Hegemonie in der Vereinigten Arabischen Republik unzufrieden sind, übernehmen die Zügel der Macht in Damaskus und treten aus der Union aus.
- 1977 – Gründung der Hochschule für Schauspielkunst (Damaskus)
- 1981 – Bombenexplosion in der Nähe der Zentrale der syrischen Luftwaffe
- 1983 – Gründung der Hochschule für Angewandte Wissenschaft und Technologie (Damaskus)
- 1984 – Gründung der al-Assad-Nationalbibliothek

### 21. Jahrhundert
- 2000 – Damaszener Frühling
- 2004 – Einweihung des Opernhauses Dar Al-Assad von Damaskus
- 2006
  - (Februar) Angriffe auf die Botschaften von Dänemark und Norwegen in Damaskus während der Demonstrationen gegen die Mohammed-Karikaturen, die in einer dänischen Zeitung veröffentlicht wurden
  - (September) Angriff auf die US-Botschaft in Damaskus
- 2009 – Gründung  von Damascus Securities Exchange
- 2011 – Beginn des Bürgerkriegs

- Januar 2012 Bombenanschlag auf al-Midan
- März 2012 Bombenanschläge auf Damaskus
- April 2012 Bombenanschläge auf Damaskus
- 10. Mai 2012 Bombenanschläge auf Damaskus .
- Sommer 2012 Damaskus stößt zusammen
- Schlacht von Damaskus (2012)
- 2024 – 7./8. Dezember 2024 - Sturz des Assad-Regimes

## Belege
1. ↑  Henri Bouchot: The Book: Its Printers, Illustrators, and Binders, from Gutenberg to the Present Time. H. Grevel & Company, 1890 (google.com [abgerufen am 27. Januar 2021]).
2. ↑  Internet Archive: The Columbia Lippincott gazetteer of the world. Morningside Heights, New York, Columbia University Press, by arrangement with J.B. Lippincott Co., 1952 (archive.org [abgerufen am 27. Januar 2021]).